# Spedale di Sant'Onofrio dei Tintori
L'ex-spedale di Sant'Onofrio dei Tintori è un edificio storico di Firenze, situato in via Tripoli 4-6, angolo via delle Casine, già occupato da varie istituzioni religiose (dedicate a Santa Caterina, alle Cappuccine e a Santa Zita) e dalla caserma "Curtatone e Montanara" fino al 2003. In seguito è stato concesso alla vicina Biblioteca Nazionale, che ha avviato lavori di adeguamento che si dovrebbero concludere nel 2024-2025 circa. 

## Storia

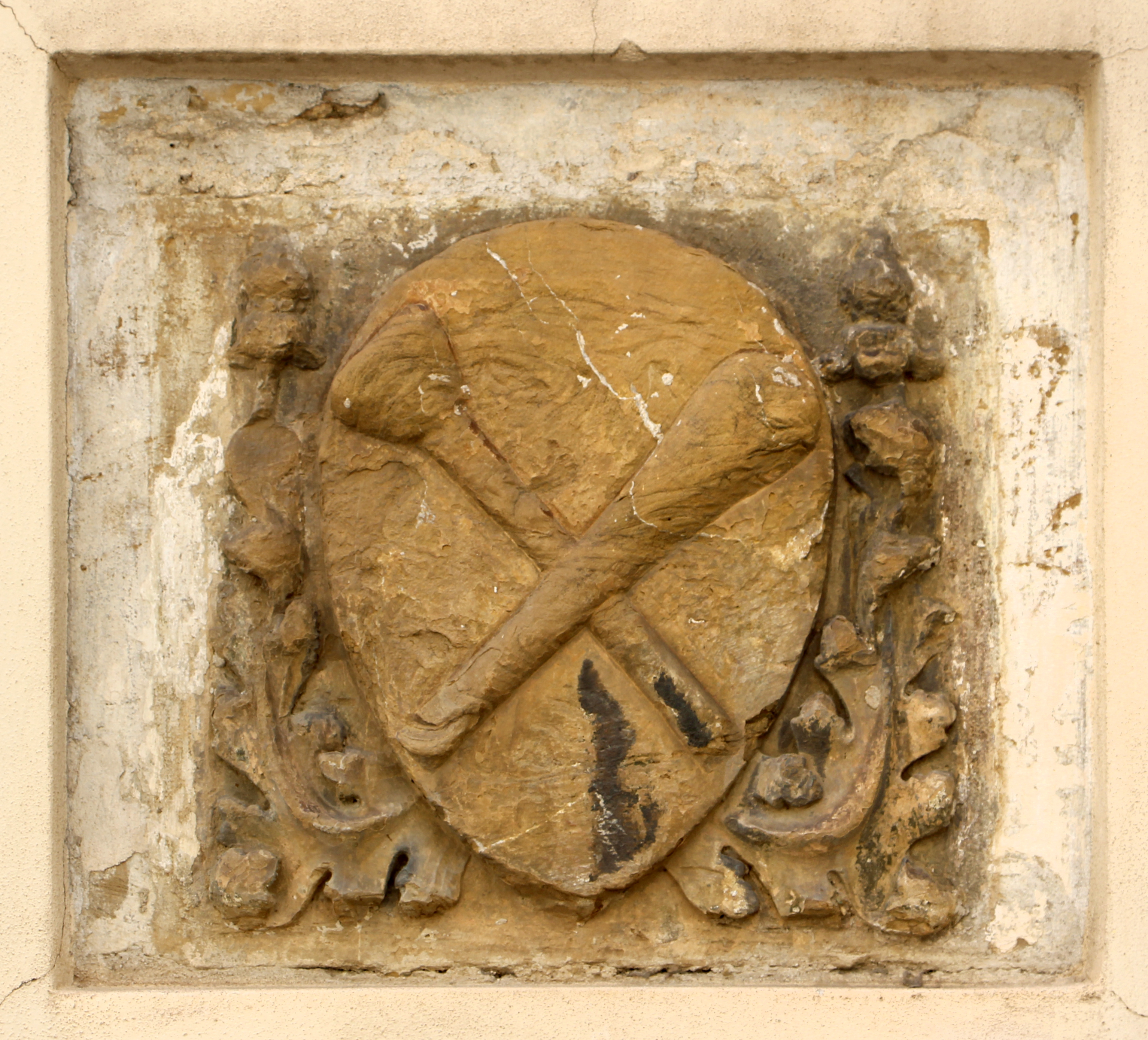
Lo stemma dei tintori

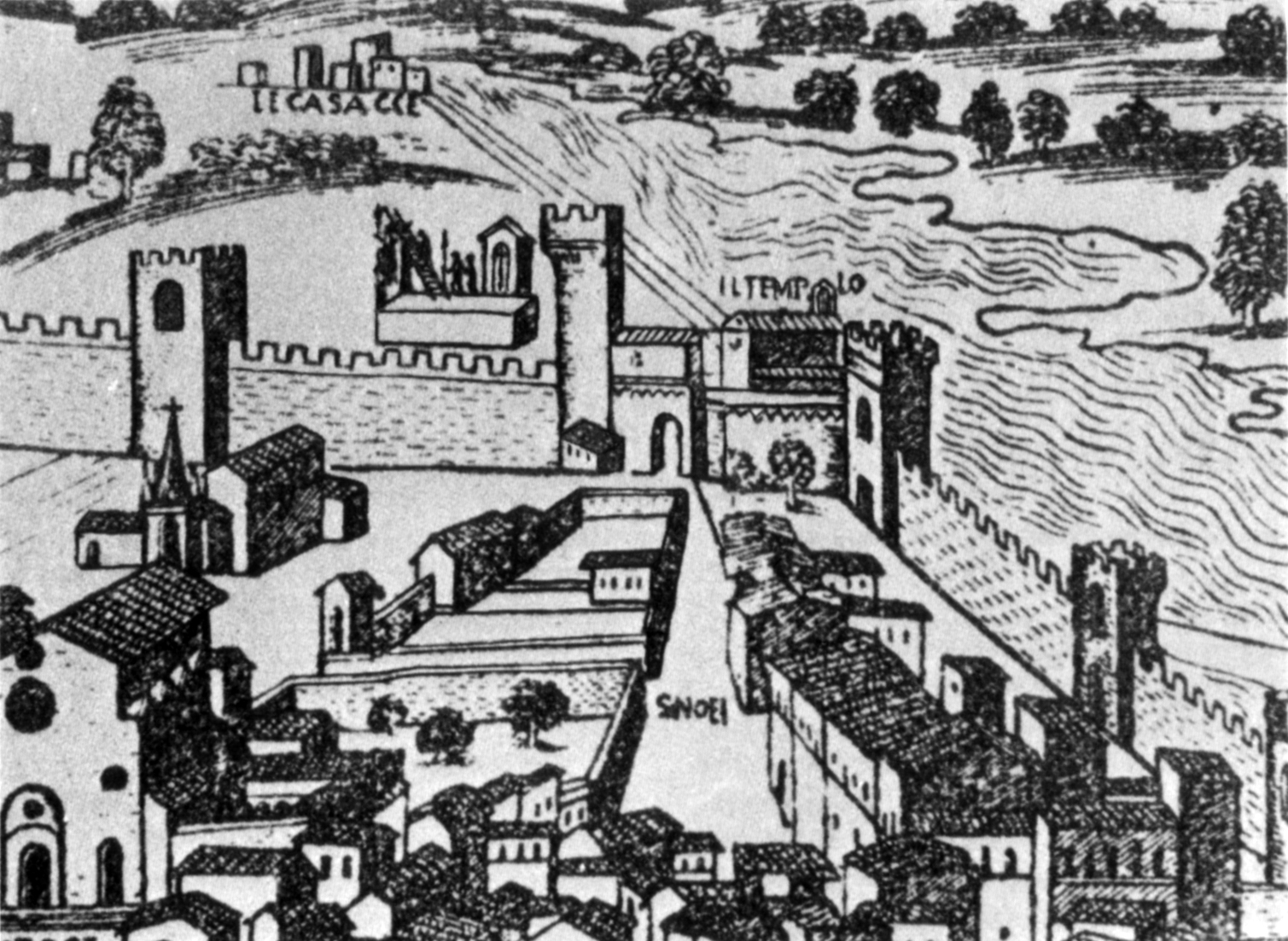
Lo spedale nella pianta della Catena (1470 circa)

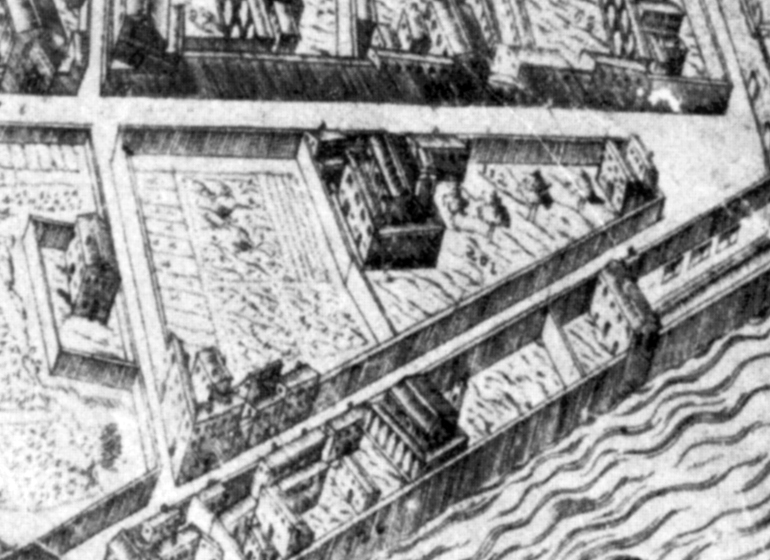
L'ospedale e i suoi annessi nella carta del Buonsignori (1594)

### Origini
Presumibilmente dal 1339 l'ampio isolato poi delimitato da via Tripoli, via delle Casine, via dei Malcontenti e piazza Piave era occupato da un complesso di edifici che ospitavano l'Università dei Tintori, lo spedale femminile di Sant'Onofrio, una chiesa e ampi orti, il tutto ricadente nelle proprietà dell'Arte dei Tintori e del quale rimane a memoria nel tabernacolo e nello stemma con il pillo e il mazzapicchio incrociati. 
Dal 1280, l'Arte aveva la sua prima sede nel corso dei Tintori (che da essi prese il nome), dove era presente la prima chiesa di Sant'Onofrio, lo spedale maschile e la residenza della corporazione, su un sito poi sparito quando venne costruita la Biblioteca Nazionale. Desiderosa di ampliarsi e di predisporre una struttura assitenziale anche per le donne, i tintori avevano acquistato anche questo il terreno presso l'Arno dai monaci di San Salvi, in una zona fangosa detta "il Renaio". Alla costruzione contribuì con generosità Albertozzo di Lapo degli Alberti, tanto che i tintori concessero alla sua famiglia in perpetuo il privilegio di presenziare con un loro membro le riunioni del Consiglio dell'Arte. 
L'ospedale, dove si curavano le malattie tipiche del mestiere (dermatiti, congiuntiviti e artrosi) e si ospitavano i membri inabili al lavoro per infortunio o per anzianità, era di dimensioni relativamente piccole: quattro letti erano riservati agli appartenenti all'Arte che per malattia o per età fossero inabili a lavorare; altri otto letti erano per i poveri della città senza alloggio, aggiunti grazie alle donazioni ricevute nel 1398 e 1435. Più ricco era l'oratorio dei Tintori: lo si diceva affrescata da Giotto e dotato di tavole d'altare di pregio. 

### Le fanciulle di Santa Caterina e ritorno a ospedale
Nel 1500 l'ospedale fu temporaneamente convertito in conservatorio per le fanciulle abbandonate dette di Santa Caterina, ma tornò ai tintori poco dopo, quando queste si trasferirono all'ospedale dei Broccardi in via San Gallo. Recenti ricerche hanno ipotizzato che proprio in uno degli spazi interni, già dell'"Università dei Tintori", abbia lavorato per alcuni mesi tra il 1504 e il 1505 Michelangelo Buonarroti nella definizione dei cartoni per la Battaglia di Cascina da eseguirsi nel salone dei Cinquecento in Palazzo Vecchio.
Nel 1630 e ancora nel 1633 fu confiscato dal magistrato della Sanità e ridotto a lazzaretto per il periodo in cui la città fu interessata da pestilenze.

### Le cappuccine

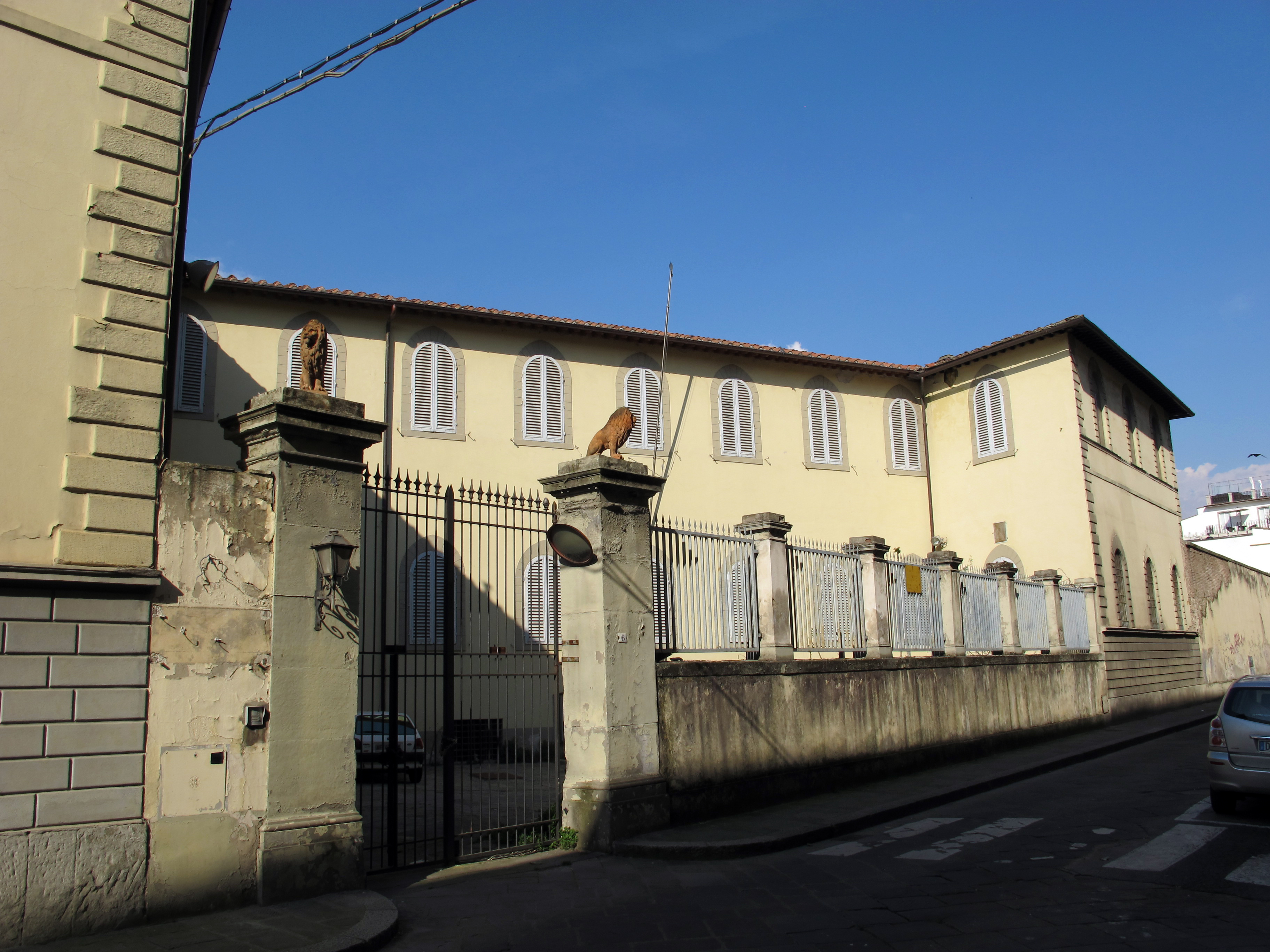
Il lato su via Tripoli

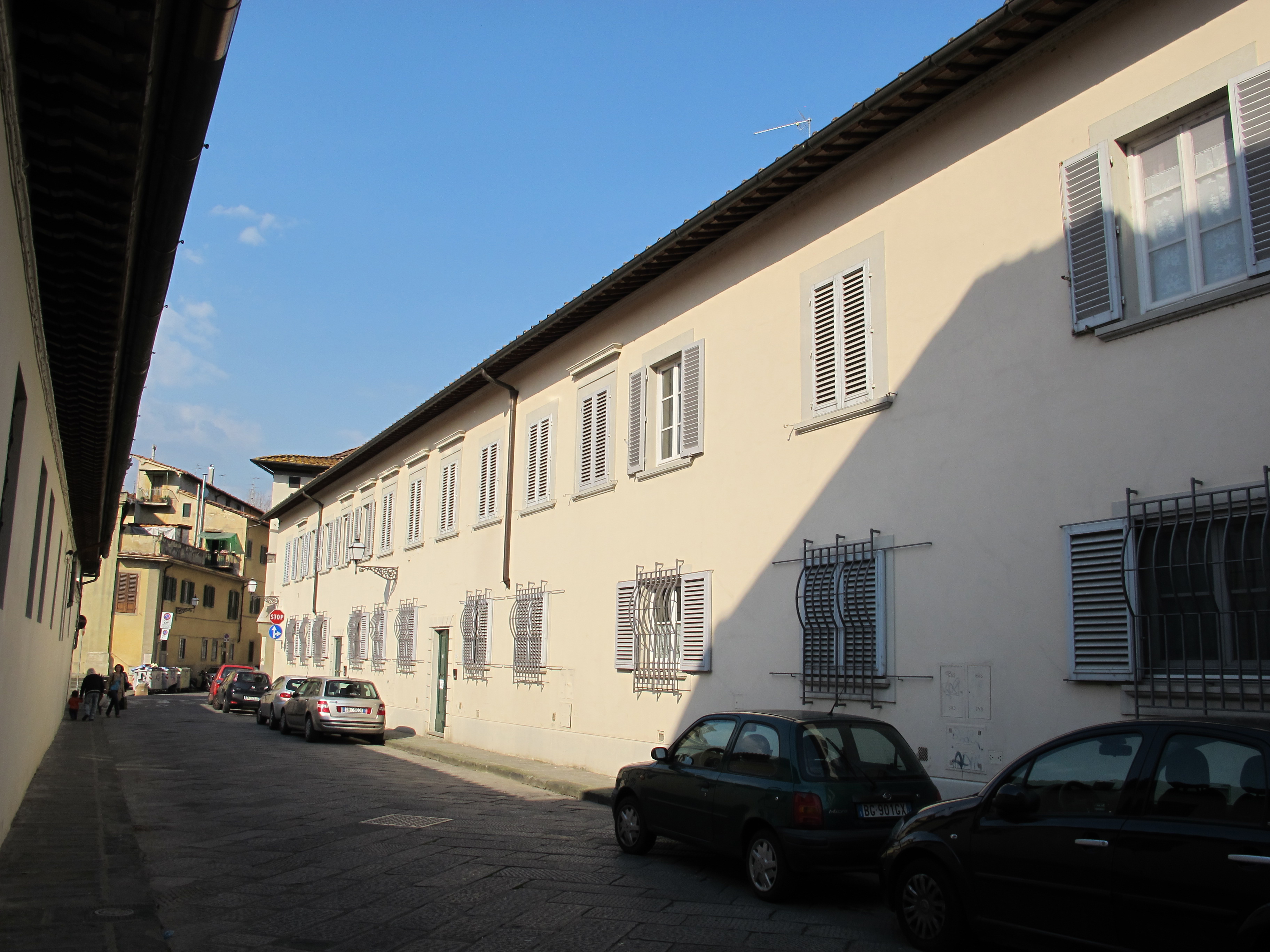
Il lato su via delle Casine

Nel 1719, per interessamento del granduca Cosimo III e grazie alle elargizioni di Giovanni Battista Botti, l'Università dei Tintori cedette infine le proprietà, che furono adattate a monastero e chiesa per le Cappuccine di Perugia, mentre i Tintori si spostavano nella zona di San Frediano in Cestello. 
L'istituzione del monastero, promosso da tre nobili perugine (una Oddi, un'Aureli e un'Ingegneri), fu supportato dalla granduchessa Violante Beatrice di Baviera e da famiglie fiorentine importanti come i Pucci, i Ginori, quindi i Frescobaldi, i Gerini, i Rinuccini i Ridolfi, i Del Nero Torrigiani, i Martelli, gli Antinori, i Capponi. 
Il cantiere, chiuso nel 1724 su progetto dell'architetto fu Giovanni Filippo Ciocchi, ristrutturò la chiesa secondo lo stile cappuccino, senza le decorazioni (che vennero coperte o asportate) e con una prevalenza di intonaci bianchi e legni verniciati di marrone. Il solenne ingresso delle religiose avvenne il 13 marzo 1725. 
Le religiose, nel tempo, divennero nel numero fisso di trentatré, numero che ricordava gli anni vissuti da Gesù Cristo sulla terra. Nel refettorio fecero affrescare un'Ultima Cena a Niccolò Lapi, che rappresenta uno degli ultimi cenacoli fiorentini. 

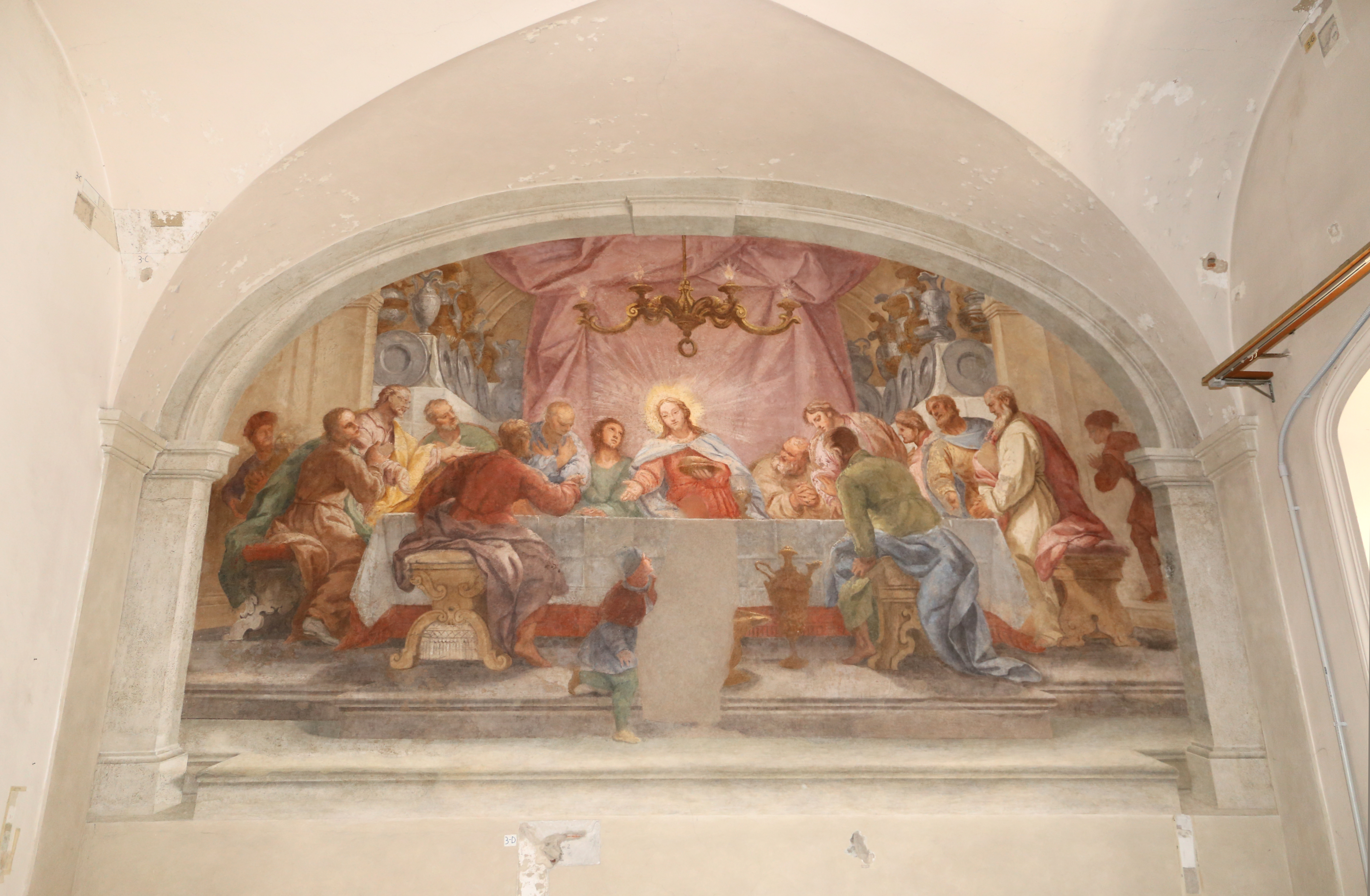
Il Cenacolo di Niccolò Lapi

Nel 1808 il monastero fu requisito dai francesi e le religiose trasferite nell'abbandonato convento di Ognissanti. Nel 1815 poterono tornare nella loro sede, ma nel 1866, con la nuova legge soppressiva, il monastero divenne proprietà del regio demanio e le religiose dovettero trasferirsi nel 1880, trovando allora ricovero nella villa del marchese Eugenio Gondi, nel luogo detto in Polverosa e vi restarono fino al 1884, per poi spostarsi in via Santa Marta, presso il monastero di Gesù, Giuseppe e Maria ancora oggi esistente.
Le vicende successive vennero  descritte attorno al 1930 da Angiolo Pucci: "verso il 1870 apparteneva ad una famiglia Corsi fiorentina e che dopo pochi anni fu per ragioni finanziarie messo all'asta. Lo comprò poi certo padre Landi del convento di Badia per alcune monache venute da Siena, che vi sono tuttora e che conservano al convento il nome di Santa Zita. Annesso allo stabile ed al convento era, come lo è oggi, un vasto terreno che le monache affittarono a certo Eliseo Bongini il quale nel 1885 vi aprì uno stabilimento di orticoltura con accesso da via delle Casine [...]. Nel 1919 (il Bongini) vendé lo stabilimento alla Società Orticola Italiana. la quale dopo brevi anni di vita fu costretta a fallire, e il curatore del fallimento cedé questo stabilimento ad Alfredo Bertolacci, già capo giardiniere del Bongini, che anche oggi, benché in più modeste proporzioni, continua a esercitare in questo luogo un commercio di piante e fiori". 
Dell'esistenza di un Istituto di Santa Zita in via de' Malcontenti 5-7, dedito all'accoglienza di 'orfanelli', documentano vari annuari fiorentini almeno fino agli anni cinquanta del Novecento.

### Età contemporanea
In via dei Malcontenti furono dunque alienate ampie porzioni dal lato di via delle Casine e della piazza Piave dove presto sorsero villini e palazzine, mentre il nucleo centrale dell'ex-monastero fu trasformato in caserma dei Carabinieri, originariamente denominata "delle Cappuccine" e quindi di "Curtatone e Montanara". 
Dismesso dal demanio militare, dopo un lungo periodo di abbandono, è stato nel 2003 concesso alla vicina Biblioteca Nazionale per essere adibito a deposito ed emeroteca (bando di gara per l'appalto dei lavori del dicembre 2008, direttore dei lavori architetto Vincenzo Vaccaro).

## Descrizione
Nonostante la ricchezza della storia l'edificio si mostra sulla strada con un fronte di disegno ottocentesco, non particolarmente caratterizzato, ancor più anonimo dal lato di via dei Malcontenti. Ricordano l'Arte dei Tintori (almeno per quanto riguarda i prospetti esterni) il tabernacolo, posto sull'angolo tra via delle Casine e via dei Malcontenti, che appunto su quest'ultima strada ancora reca lo stemma con il pillo e il mazzapicchio incrociati, insegna dell'Arte che rappresentava i tipici strumenti con cui i tintori spingevano i tessuti nelle conche con i mordenti, dette "vagelli". Lì vicino si trova inoltre una lapide del 1398 che parla di un fosso che passava di qui sbucando in Arno (è abrasa per metà, ma nota da trascrizioni):
| MCCCLXXXXVIII DEL MESE DI NOVEMBRE FU CO(n)CEDUTO E CO(n)SENTITO P(er) L'OFFICIO ET OFFICIALI DELLA TORRE ALLA COMPAGINA ET SPEDALE DI SNTO NOFRI IN LUOGO D'ELEMO SINA P(er) PIU LORO COMODITA ET P(er) PIU BELLEZZA DELLE VIE DALLATO DI POTERE MURARE DENTRO A QUESTE MUR A LA FOSSA CHE VA VERSO EL FIUME D ARNO LA QUALE E TUCTA DEL COMUNE ET FU RISERVATO I(n) P(er) PETUO AL DECTO COMUNE ET OFFICIO POTERE DOGNI TEMPO ENTRARE NEL PRESENTE GIARDINO A VEDERE ET P ROVEDERE LE RAGIONI D ESSO COMUNE ETFARE TENERE NETTA ET RIMONDA LA DETTA FOS SA COME ET QUANTO NELLA LORO DELIBERA TIONE APPARISCE |

Negli ambienti interni, si conserva un cenacolo affrescato da Niccolò Lapi (1725).

## Bibliografia

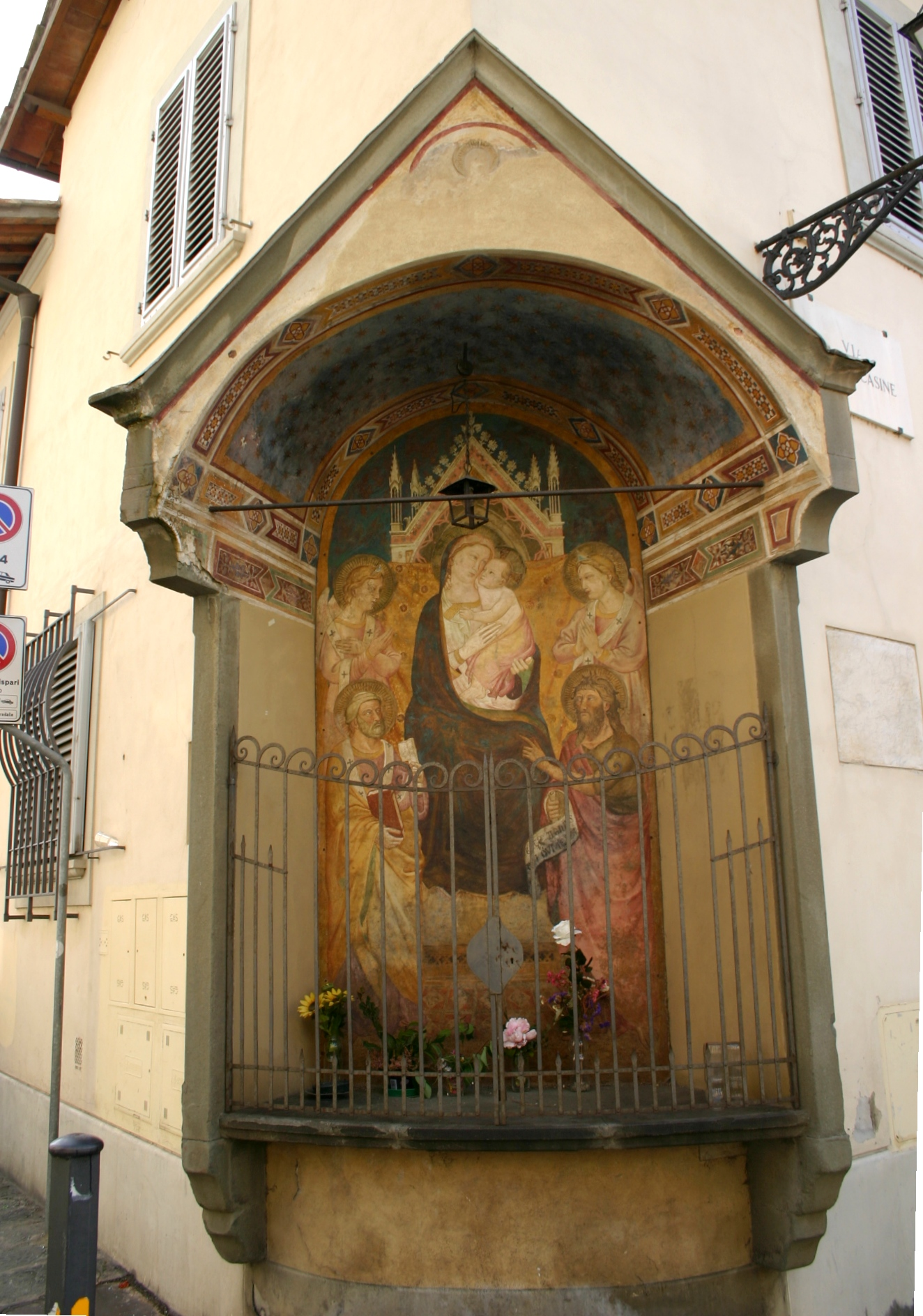
Il tabernacolo dei Tintori